# Michela Giuffrida
Michela Giuffrida (ur. 12 stycznia 1964 w Katanii) – włoska dziennikarka telewizyjna związana z Sycylią oraz polityk, posłanka do Parlamentu Europejskiego VIII kadencji.

## Życiorys
Absolwentka nauk o komunikacji, w 1988 została dziennikarką w regionalnej telewizji Telecolor. W 2006 objęła stanowisko dyrektora programu informacyjnego PrimaLinea TG. W 2012 została zatrudniona w stacji Antenna Sicilia jako dyrektor programów informacyjnych. Podjęła również jako korespondentka współpracę z dziennikiem „la Repubblica”.
W 2014 z ramienia Partii Demokratycznej została wybrana na eurodeputowaną.
Odznaczona Orderem Zasługi Republiki Włoskiej V klasy.